# 조선민족전선연맹
조선민족전선연맹은 민족주의계의 한국광복운동단체연합회의 결성에 대응하여, 1937년 11월 2일에 조선민족혁명당과 조선민족해방동맹, 조선혁명자연맹을 통합하여 결성한 한국의 사회주의계열 독립운동단체이다. 결성후에 조선청년전위동맹도 참여하였다. 이로써 중국본토에서의 독립운동단체는 한국독립당을 중심으로하는 민족주의진영과 조선민족전위동맹을 중심으로 사회주의진영의 양대진영으로 재편되었다.
조선민족전선연맹은 중일 전쟁 당시 임시수도였던 무한에서 기관지 '조선민족전선'을 중국어로 발간하였는데, 김성숙, 박건웅이 필자로 참여하였고, 중국인들도 필자로 참여하였다. 최창익도 기고하여 동방피압박민족 항일연합전선을 공고히하여 일제를 타도해야 한다고 주장하였다.
그 산하에 항일 군사 조직인 조선의용대(朝鮮義勇隊)를 편성하여 김원봉이 대장에 취임했다.